# Olympe de Gouges
Olympe de Gouges, rojena Marie Gouze, francoska dramatičarka in aktivistka, * 7. maj 1748, Montauban, Francija, † 3. november 1793, Pariz.
Bila je ena izmed prvih bork za pravice žensk in njihovo enakopravnost v družbi. Leta 1791 je izdala eno njenih najodmevnejših del Deklaracijo o pravicah ženske in državljanke, v kateri je opozarjala na spolno neenakost v francoski družbi. Zaradi napada na režim in njenih političnih povezav z žirondisti je leta 1793 umrla pod giljotino.

## Življenjepis
Olympe je bila rojena leta 1748 v Franciji pod imenom Marie Gouze. Oba starša sta bila pripadnika nižjega družbenega razreda, mama je bila perica, oče pa mesar, razen tega pa o njenih otroških letih ni znano veliko. Ko je bila stara 20 let, se je poročila z bogatejšim in od nje mnogo starejšim Louisom Auberyjom. Kljub njegovi zgodnji smrti je imel par enega otroka, fanta z imenom Pierre. V Parizu se je leta 1778 začela predstavljati kot Olympe in se kljub slabem znanju jezika in črkovanja preživljala kot pisateljica gledaliških iger kasneje pa tudi romanov. Leta 1791 se je pridružila društvu Prijateljice resnice, ki so zahtevale, naj človekove in državljanske pravice veljajo tudi zanje. Po tem se je začela njena kariera kot zagovornica pravic žensk in otrok.
Nasprotovala je takratnemu kralju Ludviku XVI., večinoma le iz razloga, ker je bila proti smrtni kazni. Bolj kot se je razvijala revolucija, bolj kritična in ostra so postajala njena dela. 2. junija 1793 so jakobinci aretirali in zaprli žirondiste in jih oktobra istega leta poslali pod giljotino. Z delom Les trois urnes, ou le salut de la Patrie, par un voyageur aérien, si je aretacijo prislužila še Olympe. Tri mesece je sama preživela v zaporu, brez odvetnika in se branila sama. Ob pomoči prijateljev je kljub temu iz zapora objavila še dva sestavka Olympe de Gouges au tribunal révolutionnaire  in Une patriote persécutée. 2. novembra 1793 je bila obsojena na giljotino in naslednji dan obglavljena.

## Dela

### Deklaracija o pravicah ženske in državljanke
Olympe de Gouges je svojo slavno Deklaracijo o pravicah ženske in državljanke napisala kmalu po francoski ustavi napisani leta 1791. Opozorjena je bila, da ustava, ki je razglaševala enakopravno volilno pravico, ne naslavlja volilne pravice žensk. Volilna pravica je bila namreč dana le moškim. Prav tako ni naslavljala ključnih problemov takratšnje ženske kot npr.; enakopravnost v zakonu, pravica do ločitve žene od moža, če jo je ta zlorabljal ali ženska pravica do skrbništva nad otroki in nad lastnino. Zato je leta 1791 spisala po njenem mnenju manjkajoč del ustave. Skozi celoten dokument razkriva ideje razsvetljenstva.
Uvod v Deklaracijo je spisan s sarkastičnim pridihom, prek katere moške naslavlja z vprašanjem, kako to, da so ženski spol izbrali za manjvredenga. Sledeč dolg argument začne s trditvijo, da sta v naravi moški in ženska vedno sodelovala in ustvarjala harmonijo. Tukaj se nasloni na eno izmed temeljnih razsvetljenskih idej o harmoniji narave; če v naravi enakopravnost obeh spolov doseže harmonijo, bi tako tudi Francija dosegla srečnejšo in stabilnejšo družbo, če ženske pridobijo enakopravnost med moškimi.
Njena deklaracija predstavi večinoma enake točke kot Deklaracija o človekovih pravicah, le da večkrat uporabi izraz "tako za moške kot ženske". Glavna razlika med deklaracijama je, da Olympe poleg besede zakon uporablja termin naravni zakon in poudarja, da so te pravice žensk obstajale že od začetka stvarjenja  in da ženske ne smejo biti zatrte.
Člen 10 vsebuje znano frazo;  "Nihče ne sme biti preganjan zaradi svojih temeljnih stališč; ženska ima pravico povzpeti se na morišče: enako pa mora imeti tudi pravico povzpeti se na Tribuno;/../" 
Kasneje Olympe naslovi vse ženske z vprašanjem; " Kaj ste pridobile s francosko revolucijo?". Odgovor je po njenem mnenju nič in trdi, da bi se morale ženske postaviti same zase in zahtevati enakost pravic.
V zaključku, naslovljenem "Socialna pogodba med moškim in žensko" po vzoru Rousseauja, predstavi določene ideje in zahteve. Premoženje moža in žene naj se deli enako. Posestvo naj pripada obema partnerjema in tudi otroku, četudi je ta otrok le enega izmed zakoncev. Če sta partnerja ločena, se vso njuno imetje razdeli enakomerno. To je imenovala "poročna pogodba". Predlagala je tudi, naj bo ženi revnega moža dovoljeno svoje otroke dati v posvojitev k premožnejši družini, saj naj bi to pripomoglo k razvoju družbe.

### Druga dela
Olympe je poleg dramskih del napisala še veliko ostalih. Pisala je predvsem proti suženjstvu in smrtni kazni in o enakopravnosti žensk v družbi. Na te teme je napisala veliko število iger, s katerimi je dvignila kar nekaj prahu in tako osvetljevala takratne probleme.